# Saskatchewan Census Division No. 13
Die Census Division No. 13 in der kanadischen Provinz Saskatchewan hat eine Fläche von 17.182,12 km², es leben dort 22.047 Einwohner. 2011 betrug die Einwohnerzahl 23.089. Größter Ort in der Division ist Kindersley.

## Gemeinden
Towns
- Cut Knife
- Kerrobert
- Kindersley
- Luseland
- Macklin
- Scott
- Unity
- Wilkie

Villages
- Brock
- Coleville
- Denzil
- Dodsland
- Flaxcombe
- Landis
- Major
- Marengo
- Marsden
- Neilburg
- Netherhill
- Plenty
- Ruthilda
- Senlac
- Smiley
- Trumping Lake

## Rural Municipalities
- RM Kindersley No. 290
- RM Milton No. 292
- RM Winslow No. 319
- RM Oakdale No. 320
- RM Prairiedale No. 321
- RM Antelope Park No. 322
- RM Grandview No. 349
- RM Mariposa No. 350
- RM Progress No. 351
- RM Heart’s Hill No. 352
- RM Reford No. 379
- RM Tramping Lake No. 380
- RM Grass Lake No. 381
- RM Eye Hill No. 382
- RM Buffalo No. 409
- RM Round Valley No. 410
- RM Senlac No. 411
- RM Cut Knife No. 439
- RM Hillsdale No. 440
- RM Manitou Lake No. 442

## Indianerreservate
- Little Pine 116
- Poundmaker 114